# خانه سید علی جوکار
خانه سید علی جوکار مربوط به دوره پهلوی اول است و در شیراز، محله سنگ سیاه، کوچه شاهزاده جمالی، پ ۷ واقع شده و این اثر در تاریخ ۱۰ خرداد ۱۳۸۲ با شمارهٔ ثبت ۸۶۶۲ به‌عنوان یکی از آثار ملی ایران به ثبت رسیده است.